# Ionosféra

Ionosféra má schopnost odrážet radiové vlny zpět k povrchu.

Ionosféra je ionizovaná část atmosféry významně ovlivňující šíření elektromagnetických signálů. Je složena z neutrálního plynu, iontů a elektronů. Má velký význam pro šíření krátkých radiových vln, které se od ní mohou odrážet a tím se šíří daleko od vysílače. Ovlivňuje však i šíření dalších signálů, zpomaluje např. průchod signálů z globálních družicových polohových systémů, jako jsou systémy Global Position System či Galileo. Nachází se v oblastech mezosféry a termosféry. Spodní okraj ionosféry je ve výšce asi 60 km (den), 95 km (noc), v horní části pak ionosféra ve výšce cca 700–1000 km postupně přechází do plazmasféry. V ionosféře se v nejnižších oblastech (vrstva D) vyskytují tzv. klastry – velké ionty zejména H+·(H2O)n, výše (vrstva E) převažují ionty O2+ a NO+ a ve vrstvě F je dominantním iontem atomární O+. V plazmasféře již dominují ionty lehkých plynů H+ a He+.
Koncentrace volných elektronů v ionosférickém plazmatu je dána dvěma navzájem protichůdnými procesy: ionizací neutrálních částic a rekombinací iontů. K ionizaci dochází působením jednak kosmického záření, jednak pomocí záření odpovídající čáře Lyman-α Lymanovy série, ultrafialového a rentgenového záření Slunce na molekuly atmosférických plynů, především kyslíku (O2, O) a dusíku (N2). Dochází i ke vzniku záporných iontů v důsledků záchytu elektronů neutrálními částicemi.

## Zvrstvení ionosféry
S výškou klesá koncentrace (a v oblasti heterosféry se mění i poměr jednotlivých složek) atmosférických plynů. Naopak stoupá intenzita slunečního záření, které je vrchními oblastmi atmosféry stíněno. Kombinací těchto faktorů dochází ke vzniku ionosférického zvrstvení. Směrem od země vzhůru nazýváme tyto vrstvy D, E, F1 a F2.

### Vrstva D
Vrstva D je nejnižší ionosférická vrstva, zhruba ve výškách mezi 50–90 km. Ionizovány jsou molekuly NO zářením na čáře Lyman-α Lymanovy série (121,5 nm), dále molekuly N2 a O2 pomocí rentgenového záření. Dochází i k záchytu elektronů a ke vzniku záporných iontů. V noci v této vrstvě rychle klesá koncentrace iontů v důsledku vysoké koncentrace plynu a tím i vysoké srážkové frekvence, ale vrstva v malé míře přetrvává kvůli ionizaci kosmickým zářením. Právě tato vrstva je zodpovědná za útlum v pásmu středních vln ve dne. V noci se příjem na těchto frekvencích (vysílání AM) zlepšuje.

### Vrstva E
Vrstva E se nachází zhruba ve výškách 90–110 km. Dochází zde primárně k fotoionizaci O2 na O2+ extrémním ultrafialovým zářením (EUV o vlnové délce <102,7 nm). Další významný iont, NO+ vzniká vzájemnými reakcemi N2+, N2, O+, O a O2.

### Vrstva F
F vrstva (také zvaná Appletonova vrstva) je nejvyšší ionosférickou vrstvou. Hlavním iontem zde je O+, který vzniká ionizací atomového kyslíku extrémním ultrafialovým zářením (EUV, 10<λ<100 nm). Zde se nachází maximální koncentrace volných elektronů. Tato hodnota dosahuje 105 – 106 e– /cm3. Rekombinace probíhá dvoustupňově, v prvním kroku přes přenos náboje, v druhém kroku přímou rekombinací. Limitující první krok je velmi pomalý, a proto vrstva F přetrvává i v noci. Pouze se poněkud snižuje koncentrace volných elektronů a výška maxima elektronové koncentrace se posouvá výše.

## Výzkum ionosféry z vesmírného prostoru
Ionosféru z orbitu Země zkoumaly mise raketoplánu Atlantis:
- STS-46 v červenci/srpnu 1992
- STS-75 v únoru/březnu 1996

## Výzkum ionosféry ze země
Existuje více projektů zkoumajících ionosféru ze zemského povrchu. Pravděpodobně nejznámější je projekt HAARP (High Frequency Active Auroral Research Program), situovaný na Aljašce.